# Mecanoscript
Mecanoscript: verslag van een nieuw begin is een in het Catalaans geschreven kinderboek van de Spaanse schrijver Manuel de Pedrolo, dat in 1974 uitkwam. Het boek gaat over de wederopbouw van de beschaving door een jongen en een meisje, nadat buitenaardse wezens vrijwel de gehele mensheid hebben uitgeroeid. De titel is een samentrekking van manuscript en mecano.
Waarschijnlijk slaat mecano op de technische beschrijvingen. Hoewel het boek algemeen geldt als kinderboek bleek het een grotere aantrekkingskracht te hebben op tieners, wellicht ook omdat er een aantal tamelijk 'volwassen' onderwerpen in voorkomen zoals dood, genocide en seksualiteit.
Op Catalaanse scholen is het boek vaak verplichte leesstof, maar de meeste kinderen hebben het al op jongere leeftijd gelezen. Ook hebben na het uitkomen van het boek zeer veel Catalaanse (zwarte) jongensbaby's de naam Didac gekregen.

## Het verhaal
Didac is een kind uit een gemengd huwelijk, en woont in een Catalaans dorpje. Vanwege zijn donkere huid wordt hij gepest. Op een dag, hij is dan 9 jaar, gooien oudere jongens hem in het water. De veertienjarige Alba springt hem achterna, want ze weet dat Didac niet kan zwemmen. Op hem moment dat ze onder water wil duiken wijzen de jongens naar de lucht: een enorme formatie ruimteschepen komt overvliegen en vult vrijwel de gehele horizon...
Wanneer Alba de bijna verdronken Didac op de oever hijst zijn de ruimteschepen verdergevlogen en liggen de jongens die Didac in het water hadden geduwd dood in het gras. Terug in het dorp blijkt iedereen dood en blijken veel gebouwen half of geheel ingestort. Blijkbaar hebben de ruimtewezens een of ander wapen gebruikt om genocide op de mensheid te plegen. Na de aanvankelijke rouw om hun ouders en dierbaren besluit Alba dat ze hier niet kunnen blijven. Wanneer de lijken gaan rotten worden ze immers bronnen van ziekten. Ook zouden de ruimtewezens best weleens kunnen terugkomen. Daarom gaan de twee in het bos wonen. Alba en Didac beseffen dat ze weleens de laatste overlevenden kunnen zijn, en dat ze de menselijke beschaving weer opnieuw moeten opbouwen. Alba start een nieuwe kalender, die rekent vanaf het moment van de aanval. Het jaar wordt aangeduid als DT/1 en zo nummert men verder. Waar DT voor staat wordt niet uitgelegd, wellicht voor Derde Tijd.
Didac blijkt een grote technische aanleg te hebben, en krijgt allerlei apparaten, waaronder een auto, weer aan de praat. Een paar maanden later vliegen opnieuw ruimteschepen over maar beiden worden niet opgemerkt. Een jaar na de aanval stort een ruimtewezen neer met een van de luchtschepen. Het wordt door Alba doodgeschoten. Het wezen blijkt een zeer krachtig wapen te hebben: een soort bol die vuurstralen schiet die alles in de wijde omgeving kan vernietigen.
Na ongeveer drie jaar, in DT/3, zijn de lijken gemummificeerd en niet meer gevaarlijk. Alba en Didac trekken naar het verwoeste Barcelona om daar een kennisbank aan te leggen voor het nageslacht. Ze verzamelen boeken uit bibliotheken en maken films. Ze ontdekken ook sporen van andere overlevenden, waaronder een vrouw die uiteindelijk gek van de eenzaamheid zelfmoord heeft gepleegd.
Didac krijgt een boot aan de praat de twee maken tijdens DT/4 een ontdekkingsreis langs de kust van de Middellandse Zee. Op een strand ontmoeten ze voor het eerst andere overlevenden, maar het blijken drie gewapende mannen die Didac willen vermoorden om Alba te kunnen verkrachten. Alba gebruikt het wapen van het ruimtewezen dat de drie mannen in een oogwenk vernietigt. De twee trekken verder tot Napels, en worden verliefd. Eenmaal terug in Spanje blijkt Alba zwanger te zijn van Didac.
Alba krijgt een zoon in DT/5, maar niet lang daarna komt Didac om in een instorting. Alba raakt wanhopig, maar beseft dan dat indien haar zoon even vroegrijp is als Didac, ze misschien nog wat kinderen kan krijgen van haar zoon om zo de mensheid toch voort te kunnen zetten.
De epiloog van het boek is zogenaamd geschreven door een wetenschapper, duizenden jaren na de gebeurtenissen. Hij onderzoekt de vraag of de inmiddels mythische Alba daadwerkelijk de universele moeder van de nieuwe mensheid is. Hij verklaart dat het manuscript hoogstwaarschijnlijk echt is, en legt verband met latere gebeurtenissen. De mensheid, inmiddels ook ruimtevarend, heeft inmiddels zelf het wapen uitgevonden dat de ruimtewezens in hun aanval hadden gebruikt, en - typisch menselijk - ook gebruikt in een oorlog. De thuisplaneet van de wezens is inmiddels ontdekt, en het blijkt dat deze getroffen was door een epidemie. De aanval was waarschijnlijk ingezet door gevluchte overlevenden van deze epidemie, die blijkbaar uiteindelijk van gedachten zijn veranderd en afgezien hadden van kolonisatie van de Aarde. De wetenschapper eindigt zijn beschouwing met de mededeling dat Alba hoe dan ook een zeer sterke persoonlijkheid moet hebben gehad.